# Seena Owen
Seena Owen (Spokane, 14 november 1894 – Hollywood, 15 augustus 1966) was een Amerikaanse televisie- en filmactrice van Deense afkomst.
Owen werd geboren als Signe Auen uit Deense immigranten. In haar eerste belangrijke rol in A Yankee from the West (1915) gebruikte zij haar echte naam. Zij liet zich er vervolgens toe overhalen haar naam te veranderen in Seena Owen, de fonetische spelling van haar echte naam.
Owen was in het stommefilmtijdperk regelmatig op het witte doek te zien. Met de komst van de geluidsfilm bleek Owens piepstem een probleem, waardoor zij in 1933 gedwongen was met pensioen te gaan als actrice. Na haar acteerpensioen werkte ze nog jarenlang als scenarioschrijver. Bekende werken van haar hand zijn: Aloma of the South Seas en Rainbow Island, beiden uit 1941 en met Dorothy Lamour in de hoofdrol.

## Gedeeltelijke filmografie
- A Yankee from the West (1915)
- The Lamb (1915)
- An Image of the Past (1915)
- The Highbinders (1915)
- Little Marie (1915)
- Intolerance (1916)
- Victory (1919)
- Riders of Vengeance (1919)
- The Life Line (1919)
- The Woman God Changed (1921)
- Back Pay (1922)
- The Face in the Fog (1922)
- Unseeing Eyes (1923)
- The Great Well (1924)
- The Flame of the Yukon (1926)
- The Blue Danube (1928)
- Queen Kelly (1929)

## Varia
- Owens was de eerste actrice die op het scherm kunstwimpers droeg. Dit was voor de film Intolerance. Om de wimpers aan haar eigen wimpers te bevestigen werd lijm gebruikt die niet voor haar ogen bestemd was. Na het gebruik waren haar ogen zodanig gezwollen dat ze ze amper open kon houden. Op dat moment waren de belangrijkste scenes echter al gefilmd.[1]